# Heaven (D-Mol-dal)
A Heaven (magyarul: Mennyország) a D-Mol montenegrói együttes dala, amellyel Montenegrót képviselték a 2019-es Eurovíziós Dalfesztiválon, Tel-Avivban. A dal 2019. február 9-én, a montenegrói nemzeti döntőben, a Montevizijában megszerzett győzelemmel érdemelte ki a dalversenyen való indulás jogát

## Eurovíziós Dalfesztivál
2018. december 18-án vált hivatalossá, hogy az együttes alábbi dala is bekerült a Montevizija mezőnyébe. 2019. február 9-én vált hivatalossá, hogy az együttes dalát választották ki a nézők és a zsűrik a montenegrói nemzeti döntőben, amellyel képviselik hazájukat az elkövetkezendő Eurovíziós Dalfesztiválon. Érdekesség, hogy a nemzetközi zsűriben Kállay-Saunders András is szavazott. A dal videóklippje egy későbbi időpontban, március 9-én jelent meg.
Az Eurovíziós Dalfesztiválon a dalt először a május 14-én rendezett első elődöntőben adták elő, a fellépési sorrendben másodikként, a Ciprust képviselő Tamta Replay című dala után és a Finnországot képviselő Darude feat. Sebastian Rejman Look Away című dala előtt. Az elődöntőben a nézői szavazatok és a nemzetközi zsűrik pontjai alapján nem került be a dal a május 22-én megrendezésre került döntőbe. Összesítésben 46 ponttal a 16. helyen végeztek.
A következő montenegrói Vladana Breathe című volt a 2022-es Eurovíziós Dalfesztiválon.

## Külső hivatkozások
- A dal előadása a montenegrói nemzeti döntőben. YouTube-videó, RTCG Montevizija, 2019. február 10.
- A dal videóklippje. YouTube-videó, Eurovision Song Contest, 2019. március 9.
- A dal előadása az első elődöntőben. YouTube-videó, Eurovision Song Contest, 2021. május 14.